# Pollentia perezi
Pollentia perezi es una especie de anélido poliqueto cavernícola de la familia Polynoidae descubierta en la costa de Mallorca (España) y descrita en 2022 por María Capa, Joan Pons y Damià Jaume. Fue descubierta por accidente en 2019 por el espeleobuceador Joan Pérez, cuando un objeto se cayó al fondo de la cueva y el animal escapó del peligro, y en su honor recibe nombre la especie. Asimismo, el nombre del género, Pollentia, se relaciona con Pollentia, la antigua ciudad romana localizada en la actual Alcudia, donde se encontró la especie. 
P. perezi habita en el fondo de una cueva submarina, sobre superficie arenosa, roca madre y limos, a 17 m de profundidad. Mide unos 18 mm de largo y hasta 6 mm de ancho. Al igual que otros organismos troglobios, carece de ojos y de pigmentación y posee largos apéndices sensoriales y motrices, pero muestra características únicas que han llevado a definir un género y una especie nuevas para la ciencia, por lo que es la única especie del género Pollentia. El estudio detallado de la especie indica que pertenece a la subfamilia Eulagiscinae, que en la mayor parte de los casos viven a grandes profundidades en el océano Pacífico o en aguas menos profundas del océano Antártico.